# گلبرگه
گلبرگه

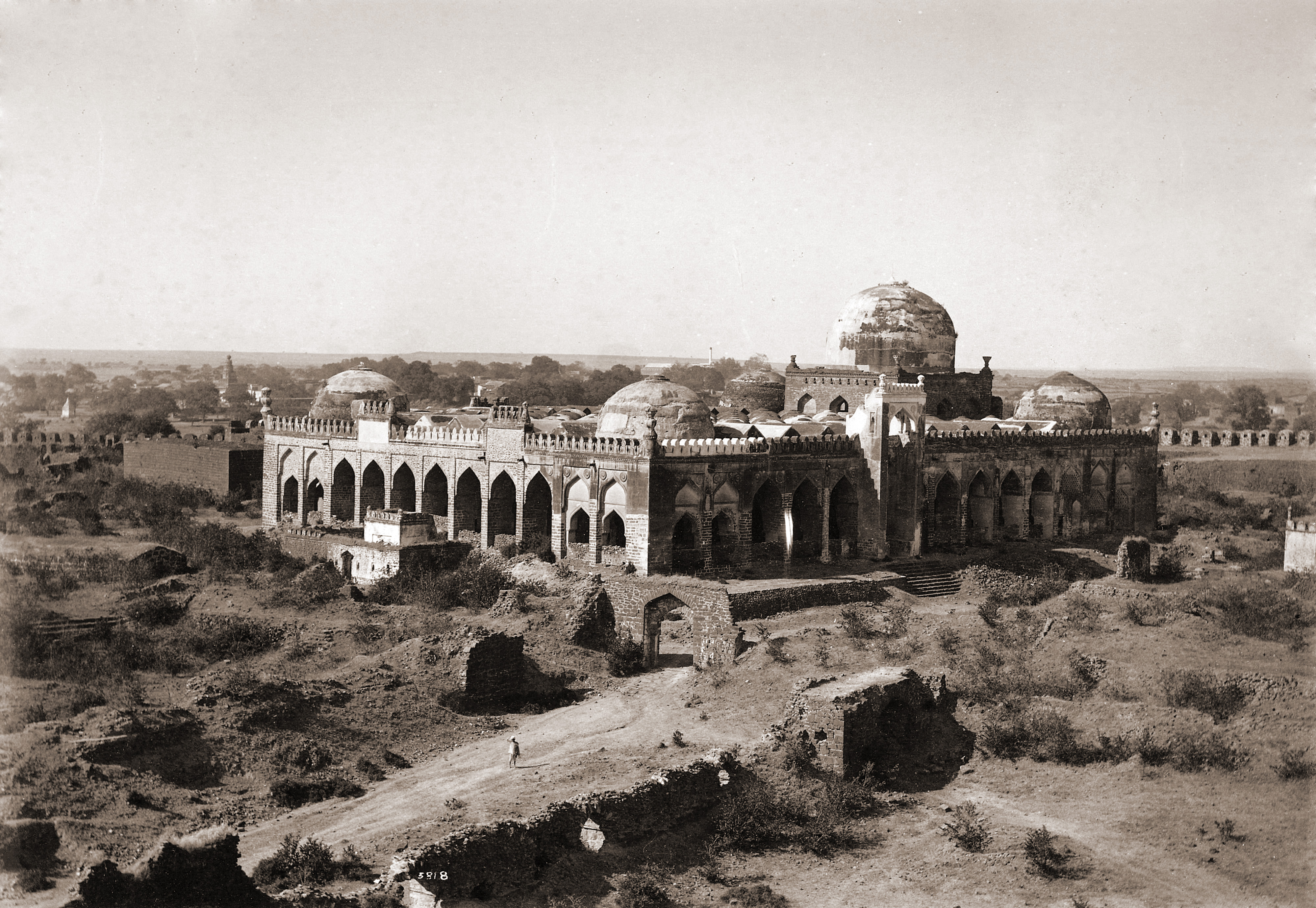
تصویری قدیمی از مسجد بزرگ قلعهٔ گلبرگه

گلبرگه (کانارا: ಗುಲಬರ್ಗಾ، اردو: گلبرگه) شهری در ایالت کارناتاکا هند است. این شهر مرکز بخش و منطقه گلبرگه می‌باشد. این شهر در ۲۰۰ کیلومتری حیدرآباد و ۶۲۳ کیلومتری شمال بنگلور واقع است.
گلبرگه از شهرهای مشهور دکن محسوب می‌شود و پیش‌از این بخشی از حکومت نظام حیدرآباد به‌شمار می‌آمد و از ۱۳۴۷ تا ۱۴۲۵ پایتخت بهمنی‌ها بود.

## تصاویر

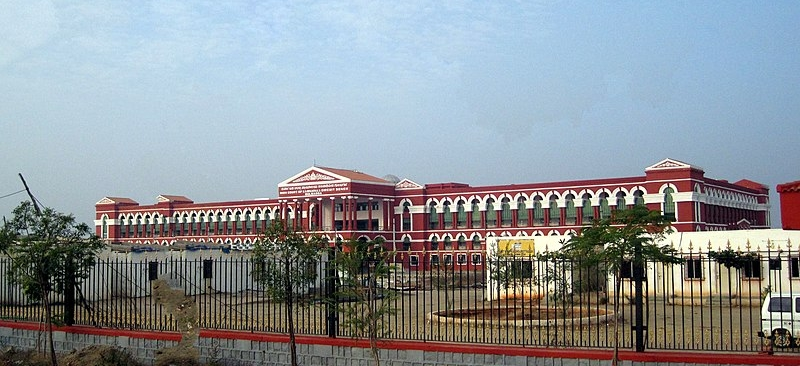
دادگاه عالی گلبرگه
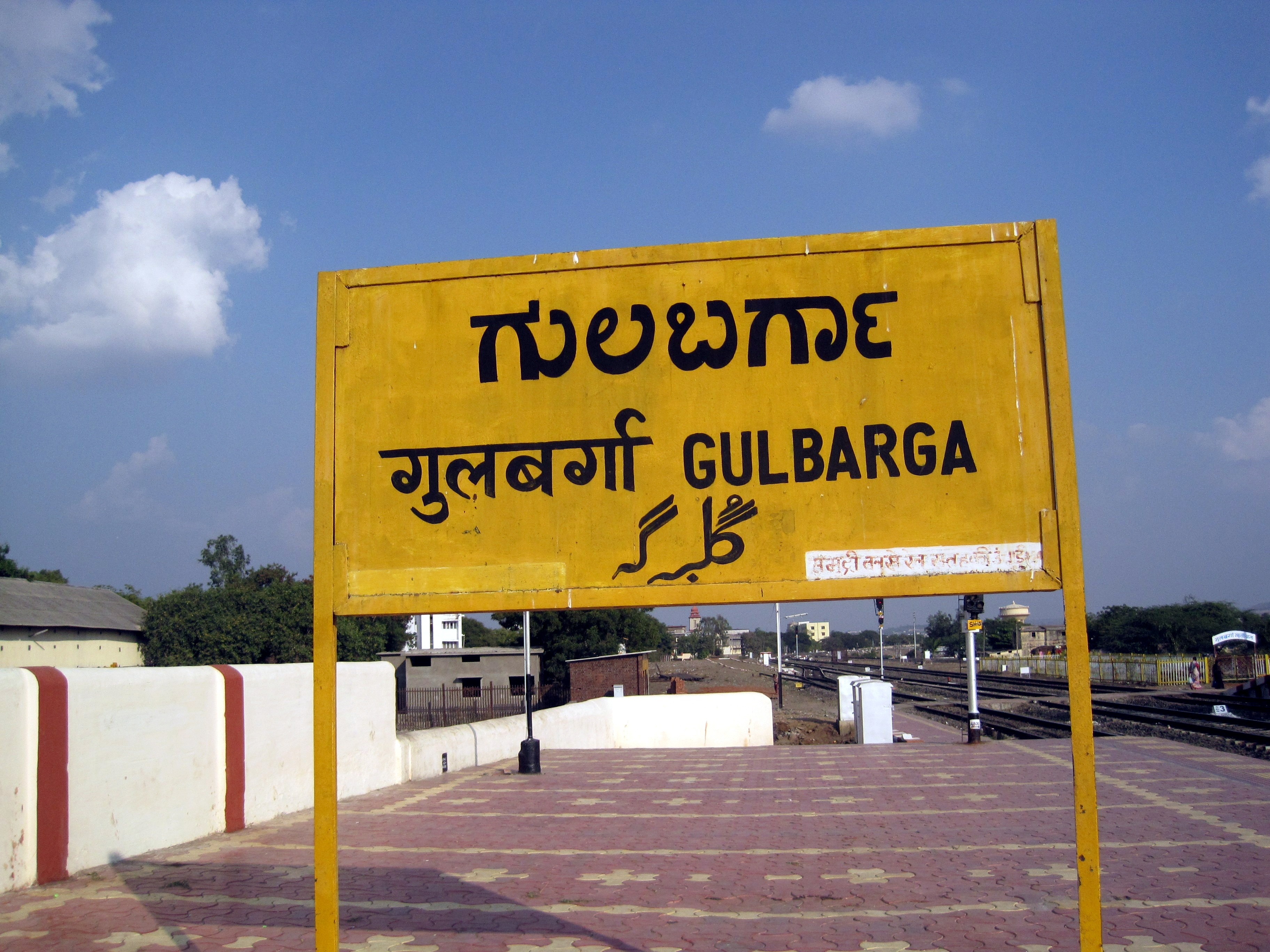
ایستگاه قطار
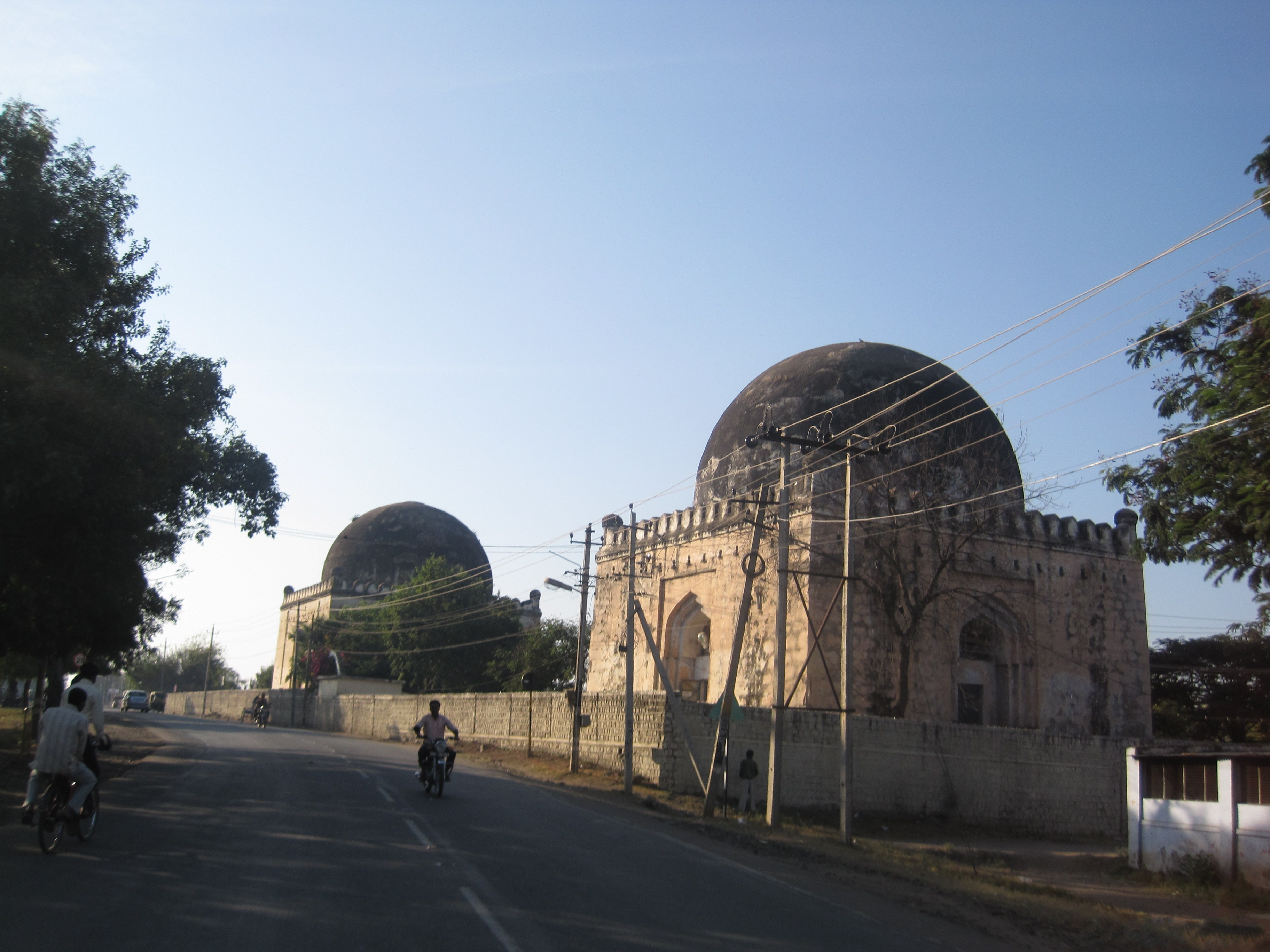
موزه دولتی